# Caesetius politus
Caesetius politus là một loài nhện trong họ Zodariidae.
Loài này thuộc chi Caesetius. Caesetius politus được Eugène Simon miêu tả năm 1893.